# Ребелу де Соуза, Марселу
Марсе́лу Ну́ну Дуа́рте Ребе́лу де Со́уза (порт. Marcelo Nuno Duarte Rebelo de Sousa; род. 12 декабря 1948, Лиссабон) — португальский государственный деятель, 20-й президент Португальской Республики, бывший министр и член парламента, профессор права, работал журналистом, политическим аналитиком и комментатором.
Победил 24 января 2016 года на президентских выборах в Португалии, набрав 52 % голосов. Вступил в должность 9 марта 2016 года.

## Детство и юность
Родился в Лиссабоне. Его родители: Балтазар Ребелу де Соуза, португальский политик, бывший губернатор Мозамбика и министр в правительстве Антониу ди Салазара, и Мария даш Невеш Фернандеш Дуарте. Назван в честь Марселу Каэтану, который должен был быть его крестным отцом.

## Карьера
Получил юридическое образование в Лиссабонском университете. Профессор права и публицист, специализирующийся в административном праве. Преподает право на юридическом факультете в Лиссабонском университете.
Ребелу де Соуза начал свою карьеру при режиме «Новое государство» как юрист, а затем как журналист. В 1974 году он вступил в Социал-демократическую партию. С 1975 по 1976 год — депутат в парламенте Португалии. С 1981 года находился в должности госсекретаря совета министров. С июня 1982 года — министра по делам парламента.
Являлся лидером Социал-демократической партии в период с 31 марта 1996 года по 27 мая 1999 года. В 1998 году Ребелу де Соуза создал правоцентристскую коалицию, называвшуюся «Демократический альянс», с Народной партией. Вице-президент Европейской народной партии (1997—1999).
У Ребелу де Соуза была еженедельная программа политического анализа, выходившая каждое воскресенье на общественной телестанции RTP после ранее имевшейся аналогичной программе на частном телеканале TVI. В 2010 году он оставил RTP и возвратился на TVI делать ту же программу, что он имел прежде.
Он являлся также членом Консультативного совета при президенте Португалии.
По его утверждению, он спит лишь 4-5 часов ежедневно. Среди его увлечений чтение книг (прочитывает до двух книг в день).

## Президентство
Ребелу де Соуза был избран в качестве президента Португалии в первом туре голосования 24 января 2016 года. Он выступал как независимый, апеллирующий к умеренности и межпартийному консенсусу. Во время своей предвыборной кампании он пообещал исправить политические разногласия и трудности финансовой помощи Португалии в 2011—2014 годах. В отличие от своего предшественника Анибала Каваку Силвы, он никогда ранее не занимал высших государственных должностей.
В марте 2020 года Ребелу де Соуза попросил парламент санкционировать чрезвычайное положение для сдерживания пандемии COVID-19. Это был первый случай, когда страна объявила чрезвычайное положение после установления демократии в 1974 году.
28 декабря 2017 года Ребелу де Соуза был госпитализирован в больницу Карри Кабрала в Лиссабоне, где ему сделали операцию по лечению пупочной грыжи.
В январе 2021 года переизбран президентом Португалии на второй срок.

## Награды

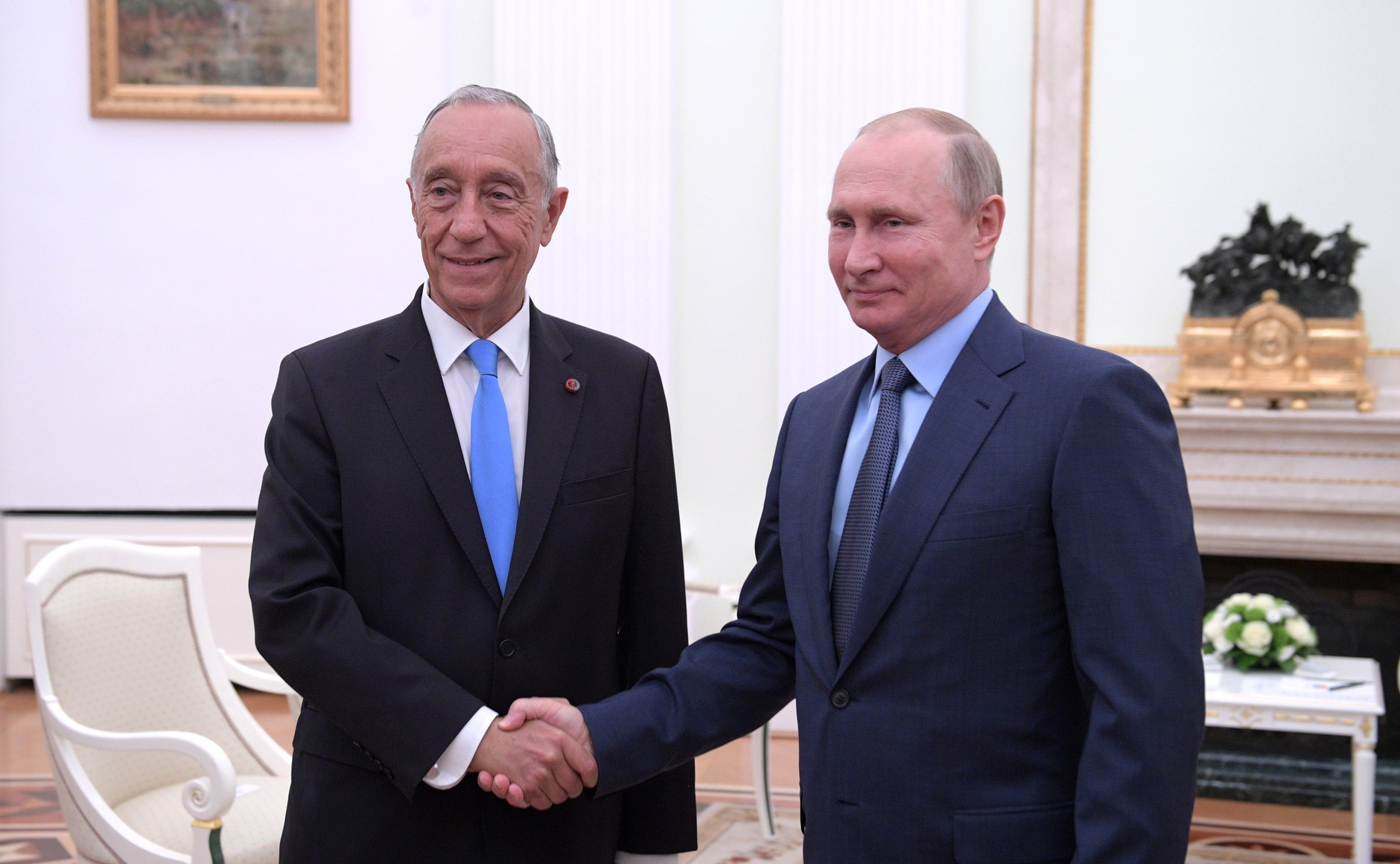
Марселу Ребелу де Соуза и президент Российской Федерации Владимир Путин. Москва, 20 июня 2018 года

Награды Португалии
| Страна     | Дата          | Награда                                                                | Награда                                                                | Литеры |
| ---------- | ------------- | ---------------------------------------------------------------------- | ---------------------------------------------------------------------- | ------ |
| Португалия | 9 марта 2016— | Кавалер Тройного ордена как Президент Португалии                       | Кавалер Тройного ордена как Президент Португалии                       |        |
| Португалия | 9 марта 2016— | Гроссмейстер Военного Ордена Башни и Меча, Доблести, Верности и Заслуг | Гроссмейстер Военного Ордена Башни и Меча, Доблести, Верности и Заслуг |        |
| Португалия | 9 марта 2016— | Гроссмейстер ордена Христа                                             | Гроссмейстер ордена Христа                                             |        |
| Португалия | 9 марта 2016— | Гроссмейстер ордена Святого Беннета Ависского                          | Гроссмейстер ордена Святого Беннета Ависского                          |        |
| Португалия | 9 марта 2016— | Гроссмейстер                                                           | Военного ордена Святого Сантьяго и Меча                                |        |
| Португалия | 9 июня 1994 — | Командор                                                               | Военного ордена Святого Сантьяго и Меча                                | ComSE  |
| Португалия | 9 марта 2016— | Гроссмейстер                                                           | ордена Инфанта дона Энрике                                             |        |
| Португалия | 9 июня 2005 — | Кавалер Большого креста                                                | ордена Инфанта дона Энрике                                             | GCIH   |
| Португалия | 9 марта 2016— | Гроссмейстер ордена Свободы                                            | Гроссмейстер ордена Свободы                                            |        |
| Португалия | 9 марта 2016— | Гроссмейстер ордена Заслуг                                             | Гроссмейстер ордена Заслуг                                             |        |
| Португалия | 9 марта 2016— | Гроссмейстер ордена Народного образования                              | Гроссмейстер ордена Народного образования                              |        |
| Португалия | 9 марта 2016— | Гроссмейстер ордена Предпринимательских заслуг                         | Гроссмейстер ордена Предпринимательских заслуг                         |        |

Награды иностранных государств
| Страна      | Дата вручения    | Награда                                                                                          | Награда                                                                                          | Литеры   |
| ----------- | ---------------- | ------------------------------------------------------------------------------------------------ | ------------------------------------------------------------------------------------------------ | -------- |
| Марокко     | 27 июня 2016—    | Кавалер цепи ордена Мухамадийя                                                                   | Кавалер цепи ордена Мухамадийя                                                                   |          |
| Ватикан     | 7 июля 2016—     | Кавалер цепи ордена Пия                                                                          | Кавалер цепи ордена Пия                                                                          |          |
| Франция     | 26 августа 2016— | Кавалер Большого креста ордена Почётного легиона                                                 | Кавалер Большого креста ордена Почётного легиона                                                 |          |
| Египет      | 21 ноября 2016—  | Кавалер Ожерелья Нила                                                                            | Кавалер Ожерелья Нила                                                                            |          |
| Испания     | 25 ноября 2016—  | Кавалер цепи ордена Изабеллы Католической                                                        | Кавалер цепи ордена Изабеллы Католической                                                        |          |
| Кот-д’Ивуар | 2017—            | Кавалер Большого креста Национального ордена Республики Кот-д’Ивуар                              | Кавалер Большого креста Национального ордена Республики Кот-д’Ивуар                              |          |
| Сербия      | 25 января 2017—  | Кавалер ленты ордена Республики Сербия                                                           | Кавалер ленты ордена Республики Сербия                                                           |          |
| Чили        | 30 марта 2017—   | Кавалер цепи ордена Заслуг                                                                       | Кавалер цепи ордена Заслуг                                                                       |          |
| Греция      | 21 апреля 2017—  | Кавалер Большого креста ордена Спасителя                                                         | Кавалер Большого креста ордена Спасителя                                                         |          |
| Парагвай    | 11 мая 2017—     | Кавалер цепи ордена Заслуг                                                                       | Кавалер цепи ордена Заслуг                                                                       |          |
| Люксембург  | 23 мая 2017—     | Рыцарь ордена Золотого льва Нассау                                                               | Рыцарь ордена Золотого льва Нассау                                                               |          |
| Мексика     | 17 июля 2017—    | Кавалер цепи ордена Ацтекского орла                                                              | Кавалер цепи ордена Ацтекского орла                                                              |          |
| Нидерланды  | 10 октября 2017— | Кавалер Большого креста ордена Нидерландского льва                                               | Кавалер Большого креста ордена Нидерландского льва                                               |          |
| Колумбия    | 13 ноября 2017—  | Кавалер цепи ордена Бояки                                                                        | Кавалер цепи ордена Бояки                                                                        |          |
| Италия      | 29 ноября 2017—  | Кавалер Большого креста декорированного лентой ордена «За заслуги перед Итальянской Республикой» | Кавалер Большого креста декорированного лентой ордена «За заслуги перед Итальянской Республикой» |          |
| Испания     | 13 апреля 2018—  | Кавалер цепи ордена Карлоса III                                                                  | Кавалер цепи ордена Карлоса III                                                                  |          |
| Хорватия    | 4 мая 2018—      | Кавалер Большого орден Короля Томислава с лентой и большой утренней Звездой                      | Кавалер Большого орден Короля Томислава с лентой и большой утренней Звездой                      |          |
| Мальта      | 15 мая 2018—     | Почётный Компаньон Почёта с орденской цепью                                                      | Почётный Компаньон Почёта с орденской цепью                                                      | K.U.O.M. |
| Бельгия     | 23 октября 2018— | Кавалер Большого креста ордена Леопольда I                                                       | Кавалер Большого креста ордена Леопольда I                                                       |          |
| Болгария    | 30 января 2019—  | Кавалер ордена «Стара планина» с лентой                                                          | Кавалер ордена «Стара планина» с лентой                                                          |          |
| Перу        | 25 февраля 2019— | Кавалер Большого креста с бриллиантами ордена Солнца Перу                                        | Кавалер Большого креста с бриллиантами ордена Солнца Перу                                        |          |
| Ангола      | 6 марта 2019—    | Кавалер ордена Агостиньо Нето                                                                    | Кавалер ордена Агостиньо Нето                                                                    |          |
| Эстония     | 10 апреля 2019—  | Кавалер Большого креста на цепи ордена Креста земли Марии                                        | Кавалер Большого креста на цепи ордена Креста земли Марии                                        |          |
| Австрия     | 18 июня 2019—    | Кавалер Большой почётной звезды «За заслуги перед Австрийской Республикой»                       | Кавалер Большой почётной звезды «За заслуги перед Австрийской Республикой»                       |          |
| Латвия      | 11 апреля 2023—  | Кавалер Большого креста ордена Трёх звёзд с цепью                                                | Кавалер Большого креста ордена Трёх звёзд с цепью                                                |          |
| Бразилия    | 22 апреля 2023—  | Кавалер Ордена Южного Креста с цепью                                                             | Кавалер Ордена Южного Креста с цепью                                                             |          |
| Молдова     | 2 октября 2023—  | Орден Почёта                                                                                     | Орден Почёта                                                                                     |          |